# قناة الحرة
الحرة (بالإنجليزية: Alhurra) قناة فضائية مقرها في الولايات المتحدة الأمريكية وتمولها الحكومة الأمريكية. بدأت البث في 14 شباط/فبراير، 2004 حتى 12 نيسان/أبريل سنة 2025، وكانت تصل إلى 22 بلداً في الشرق الأوسط. ومثل كل أشكال الدبلوماسية العامة الأمريكية، فإن القناة ممنوعة من البث في داخل الولايات المتحدة نفسها بسبب قانون سميث موندت 1948 بشأن بث الدعاية الدبلوماسية. ترددها على نايل سات 11257-27500-عمودي
أعلنت قناة الحرة، المؤسسة الإعلامية الناطقة بالعربية التي أنشأتها الولايات المتحدة ومولتها بعد غزوها العراق، السبت (12 نيسان/أبريل 2025) أنها ستسرح معظم موظفيها وستتوقف عن البث، بسبب انتهاء الدعم بقرار اتخذته إدارة الرئيس دونالد ترامب.
وفي إطار سياستها الرامية إلى خفض الميزانية الفدرالية بشكل جذري، قررت إدارة الرئيس الأمريكي في آذار/مارس إنهاء كل دعم مادي لوسائل الإعلام الممولة من الحكومة

## التطوير

شعار سابق لقناة الحرة

الأب المؤسس لقناة الحرة هو نورمان جويل باتيز الذي كان عضوًا حينها في مجلس إذاعة المحافظين (بي بي جي). حيث أشرف على خدمات الإذاعة الحكومية الدولية غير العسكرية مثل إذاعة صوت أمريكا، وإذاعة راديو أوروبا الحرة، وإذاعة راديو آسيا الحرة.

## التمويل
ميزانية السنة الأولى لها كانت 62 مليون دولار أمريكي وأكثر من 40 مليون دولار أمريكي لقناة خاصة بالشأن العراقي تعرف باسم «الحرة عراق». في 2006، طُلبت ميزانية أخرى بقيمة 652 مليون دولار أمريكي للتغطية التي تشمل العرب والأوروبيين. ذكرت دافانا لينزنر أن دافعي الضرائب الأمريكيين دفعوا 500 مليون دولار تقريبًا لتمويل القناة.

## البث
القناة تشغلها منظمة غير ربحية تدعى ميدل إيست برودكاستنغ نيتوورك، إنك. والتي تمول من مجلس إذاعة المحافظين (بي بي جي).
- عدد طاقم الحرة هو 200 شخص. أغلبهم جاء إلى الولايات المتحدة من دول ناطقة بالعربية وكانوا يعملون لقنوات تلفزيونية منافسة.
- من ضمن المشاريع الأخرى ذات التمويل المشترك راديو سوا.

مكان البث هو سبرينفيلد في مقاطعة فيرفاكس بفرجينيا قرب واشنطن العاصمة.

## البرامج
تبث الحرة طوال 24 ساعة يوميًا. ومثل باقي مليكات بي بي جي، فإن قناة الحرة خالية من الإعلانات التجارية. بالإضافة إلى قيامها ببث الأخبار الإقليمية والدولية، فإن القناة تبث برامج عن عدة مواضيع، مثل عن حقوق النساء، وحقوق الإنسان، والحريات الدينية، حريات التعبير، والصحة، والأخبار الترفيهية، والأخبار الرياضية، والعلم والتقنية. كما تقوم ببث برامج معروفة داخل الولايات المتحدة وعالميًا مترجمة للعربية مثل: فرونت لاين، مودرن مارفيل، ستون دقيقة. وغيرها.
على مدار عمرها، استضافت الحرة العديد من السياسيين البارزين والصحفيين والمثقفين في مقابلات فردية. تضمن الضيوف قاضي المحكمة العليا أنتوني سكالين، مستشار الأمن القومي السابق ساندي بيرجرز، فرانسيس فوكياما، رئيس الوزراء الفلسطيني سلام فياض، أحمد كوري، سليفان شالوم، مير شيتريت، توم فريدمان، ديفيد بروكس، ماري ماتالين، جلال طالباني، بول فولكر، جون بولتون، والرئيس الأمريكي السابق جورج دبليو بوش. كما استضافت آخرون خلال تغطيتها السياسية مثل تيري ماك أوليف، جو ليبرمان، سوزان تورنبول، روبرت زمميرمان، ستيف ميرفي، ديفيد كورنيل، بيتر فين، مايكل ستيل، توني كوهلو، إلينور كليفت، ألون بن مئير.

### من برامج القناة
- اليوم: برنامج صباحي مباشر يبث لمدة ساعتين ساعات من مدينة دبي. البرنامج يزود المشاهدين بآخر الأخبار من الشرق الأوسط، والولايات المتحدة، والعالم. بالإضافة إلى أخبار الصحة، والأخبار الترفيهية، والأخبار الرياضية، والقضايا الاجتماعية والثقافية، والأخبار التقنية. كما يتضمن البرنامج لقاءات مع سياسيين ورياضيين وكبار رجال الأعمال وفنانين عرب. البرنامج يقدمه الإعلامي المصري باسل صبري والفلسطينية لين البديري و الليبية رغدة إبراهيم والفلسطينية سهى زبن.
- هن: برنامج أسبوعي يناقش خلال ساعة مع نساء عربيات القضايا الاجتماعية ولسياسية التي تعتبر حساسة في المنطقة العربية.
- مساواة: برنامج حواري أسبوعي يتكلم في العمق عن حقوق النساء في منطقة الخليج.
- حكايات مع أكرم خوزام – وسلسة وثائقية أسبوعية تدور حول القضايا الاجتماعية والثقافية في البلدان العربية. كالبطالة، وعمالة الأطفال، والأمية، والختان والهجرة إلى الغرب.
- حديث الخليج: برنامج حواري أسبوعي يتكلم عن القضايا التربوية والاجتماعية والسياسية المهمة التي تواجه بلدان الخليج.
- عين على الديمقراطية: برنامج أسبوعي يذيعه حيدر المحرابي.
- أمريكيون: برنامج يقدم سير حياة رجال ونساء يمثلون الروح الأمريكية ونظرتهم نحو المستقبل.
- من وول ستريت: برنامج أسبوعي يعرض أخبار الاستثمارات والتطورات الحاصلة في أسواق المال العالمية. يعتبر البرنامج أول برنامج عربي يبث بالعربية من سوق نيويورك للأوراق المالية.
- لتعلَم: برنامج أسبوعي يقدم نخبة من تقارير «ستون دقيقة» المتنوعة في مختلف المجالات التي تهمّ المشاهد العربي.
- FOCUS: سلسة أسبوعية تدور حول مواضيع عدة تشمل العلم، والسياسة، والثقافة، والعمل والفنون.
- المجلة: برنامج وثائقي يركز على التاريخ الأمريكي المتنوع. البرنامج يتكلم عن عصر نهضة هارليم، والحقوق المدنية الأمريكية، والهندسة المعمارية، والرياضات الشاقة، والفنون وأساليب حياة المواطنون الأمريكيون في كافة أنجاء الولايات المتحدة. كما يقدم قصص العرب الأمريكيين الذين نجحوا في حياتهم.
- الحرة تقدم: مقابلة أسبوعية لمدة ساعة مع صانعي الأخبار البارزين في الشرق الأوسط.
- رمية حرة: برنامج أسبوعي عن أهم أخبار الرياضة.
- آي تك (I-TECH): برنامج إخباري أسبوعي يعرض آخر أخبار التقنية كالحاسوب وتقنية المعلومات والمقابلات مع العديد من خبراء التقنية من حول العالم.
- ابواب برنامج أسبوعي يستعرض أهم الأحداث الثقافية والفنية في العراق ويتضمن مقابلات مع فنانين ومثقفين عراقيين تقدّمه هبة جاسم

## المشاهدة
تتنافس الحرة مع أكثر من 550 قناة فضائية ناطقة باللغة العربية في الشرق الأوسط. ونتيجة لذلك، كافحت الحرة منذ انطلاقتها عام 2004 للحصول على مشاهدين لها ولبرامجها وسط السوق العربية الفضائية المزدحمة. الاستطلاعات السنوية التي تجريها بي بي جي بينت أن معدل مشاهدة قناة الحرة الأسبوعي قد ارتفع بنسبة 28% ما بين 2004 و2008 بنسبة مشاهدة بلغت 25 مليون مشاهد. استطلاعات أجرتها منظمات البحث الدولية مؤخرًا بينها نيسلن كشفت بأن مشاهدي الحرة بشكل اسبوعي هو 26 مليون مشاهد في الفترة من 2009 وحتى 2011. غير أن هذا الرقم يعتبر قليلاً إن تمت مقارنته بنسبة مشاهدة قناة الجزيرة القطرية التمويل أو قناة العربية السعودية التمويل. إلا أنه يعتبر الأكبر بين القنوات الأخرى الموجهة للعرب مثل (سي إن إن بالعربية، وبي بي سي عربي، وفرانس 24) مجموعة.
في استطلاع أجري بجامعة ميرلاند وزوجنبي الدولية وجد أن نسبة مشاهدة الحرة في أغلبية البلدان العربية كمصر، والمغرب، والأردن، والمملكة العربية السعودية، ولبنان، والإمارات العربية المتحدة، فإن نسبة مشاهدة الحرة كانت 2% في 2008. وأصبحت 1% في 2009.
غير أن شعبية القناة تحسنت في السنوات الأخيرة خصوصًا في العراق الذي أثبت بأنه سوق الحرة الأكثر نجاحًا في العالم العربي. في 2005، أجري استطلاع أجرته آي بوس كشف أن نسبة المشاهدين العراقيين كانت 14%. غير أن استطلاع أجري من نفس المنظمة عام 2008 كشف أن شعبية القناة ازدادت بين العراقيين ووصلت نسبة المشاهدة إلى 18% مقارنة بالجزيرة التي حققت نسبة مشاهدة 15%. قد يكمن هذا التحسن في أن قناة الحرة أطلقت قناة شقيقة لها تدعى الحرة عراق مخصصة للشأن العراقي.
في استطلاع أجرته بي بي جي في فبراير 2011، كشف أن 25% من المصريين في القاهرة والإسكندرية تابعوا الحرة أثناء ثورة 25 يناير المصرية وهو أكبر من الجزيرة التي شوهدت 22% في ذلك الوقت. قد تكون الحرة قد تفوقت على الجزيرة في نسبة المشاهدة نظرًا لقيام النظام المصري السابق قبل سقوطه بتعطيل إشارة استقبال الجزيرة في كل الترددات عبر قمر نايل سات.

## انتقادات للحرة
انتقدت الحرة بسبب مذيعي الأخبار وتغطيتها. في مناسبات عديدة، تكلمت قناة الحرة عن قضايا لم تسمح بها الحكومة الأميركية. على سبيل المثال، أعلن أحد مذيعي المحطة في عيد الفصح أن «اليوم يسوع عاد للحياة» لجمهور المحطة المسلم في المقام الأول. في ديسمبر 2006، أيضا، غطت الحرة المؤتمر الذي نفى محرقة الهولوكوست. وبثت القناة خطاب غير منقح لمدة ساعة طويلة من أمين عام حزب الله حسن نصر الله. وعينت موظفين لبنانين بمؤهلات منخفضة. ذكرت أخبار سي بي اس أنه كان من المفترض بأن المراسل الذي غطى مؤتمر المحرقة أن يطرد بعد ذلك التقرير. في الواقع، أخبر مجلس المحافظين الكونغرس بأنه (المذيع) قد طرد. مع ذلك، وبعد التحقق، وجدت أخبار سي بي اس أنه لم يطرد. حتى طلبت معلومات عن وجوده على جدول الرواتب الحكومية بعد 18 شهرا من طرده المزعوم.
في 2004، عندما قتلت غارة جوية إسرائيلية الشيخ أحمد ياسين، واصلت الحرة عرض برنامج للطبخ ولم توقفه لمناقشة آخر الأخبار. في برنامج 60 دقيقة وصحيفة بروببليكا قيل «يبدو أن هناك القليل من الرقابة يوميا». ونقلت الصحيفة عن وليام رو السفير الأميركي السابق في اليمن ودولة الإمارات العربية المتحدة قوله «لا يوجد هناك مشرفين كبار يعرفون ما هو على البث الفعلي».
أشار بيان صادر عن مكتب المفتش العام في الولايات المتحدة أن المفتشين «استمعوا إلى تقارير ثابتة عن سوء التواصل في عملية الأخبار». أنتقد المفتش الرئيسي بشكل ثابت نائب رئيس المحطة دانيال ناصيف الذي سلط الضوء في تقارير عن «قضايا إدارة غرفة الأخبار التي تم الإبلاغ عنها للمفتشين التي نشأت خلال فترة ولايته أو لا تزال غير مستقرة من وقت سابق». أدى زواج عمل عدة موظفين إلى اتهامات بالمحسوبية. بما في ذلك توظيف زوجة ناصيف في المحطة.

### الإدراك في الشرق الأوسط
تم تصوير الحرة في الشرق الأوسط بشكل سلبي إلى حد كبير. ووفقا لتقرير لخدمة أبحاث الكونغرس للكونغرس بعنوان "شبكة تلفزيون الشرق الأوسط: نظرة عامة"، فإن الحرة تلقت ردود فعل متباينة من النقاد العرب. من بين الانتقادات كانت الخيول التي تعرضها الحرة في فترة الإعلان جنبا إلى جنب مع اسم المحطة كرمز يعني ضمنا أن المشاهدين العرب ليس لديهم بدائل. في إشارة إلى أن وسائل الإعلام تسيطر عليها الدولة. ووفقا لمارتن جوستين، وهو مراسل ل كولومبيا جورناليسم ريفيو يعمل كمراسل في الشرق الأوسط في القاهرة "أكثر الأشياء المنتقدة في الحرة، هي أن الكثير من العرب لا يعرفون أنها موجودة وكثير من أولئك الذين يجدونها يعتقدون أنها أداة من أدوات الجيش الأمريكي. وهذا الافتراض هو سابق لأوانه. ولكنه معقول بالنظر إلى أنها وجدت لتحسين صورة أميركا في العالم العربي في أعقاب غزو العراق. والاتجاه الشامل لوسائل الإعلام العربية تجاه الحرة بما في ذلك قناة الجزيرة وموقع إسلام أون لاين، هو رفض الحرة ووصفها بأنها "منحرفة، ومتعالية ومتغطرسة أطلقت لتلميع صورة الولايات المتحدة في المنطقة. في منتدى الإعلام العربي في دبي يوم 12 مايو، 2010 ذكرت جو كوناسن بأنه هو نفسه، ورئيس المعهد العربي الأميركي جيمس زغبي، ومدير قناة الجزيرة الإنجليزية صالح نجم وغيرهم، اتفقوا على أن "الولايات المتحدة عرضت الحرة بشكل خاطئ للغاية.كما لاحظ كونسن أنه "بدلا من تصحيح أو إلغاء نموذج الدعاية المعيبة التي تستعملها القناة، فإن المجلس الذي يشرف على الحرة سيطلب المزيد من المال".
بالإضافة إلى انتقادات المنافسين والحكومات، فإن الحرة بنظر إليها بشكل سلب من الجمهور المستهدف. وليام رو، في شهادته أمام لجنة العلاقات الخارجية بمجلس الشيوخ في 2004، أشار إلى أن الأبحاث قد أظهرت أن المشاهدين العرب لديهم انطباع إلى أن المحطة كانت أمريكية المنحى". كما لاحظ المشاهدون أيضا اللغة المستخدمة في تغطية الأخبار التي "لا تتطابق مع معظم القنوات العربية". أشار رو أيضا إلى أن الانطباع الأول حصلت عليه الحرة من العرب كان بعد مقابلة الرئيس الأمريكي جورج دبليو. بوش مباشرة بعد تنصيبه. ورأى "أن القنوات العربية التي تملكها الحكومات تولي أهمية دائمة لتصريحات رؤساء دولها. ومقابلة بوش فيما يبدو أظهرت الحرة باعتبارها واحدة من القنوات المملوكة للحكومة". وفي الآونة الأخيرة وجدت دراسة أجراها مركز جامعة جنوب كاليفورنيا في الدبلوماسية العامة في مدرسة أننبرغ وجدت في عام 2008 أن برامج الحرة كانت ضعيفة، وتفتقر إلى للجمهور. وينظر إليها على أنه منحازة.

## إغلاق المكاتب
في 12 نيسان/أبريل سنة 2025 أعلنت مصادر داخل قناة "الحرة" الأمريكية عن إغلاق مكاتب القناة بشكل نهائي في كل من واشنطن ودبي، وإنهاء خدمات جميع الموظفين العاملين فيها، في خطوة وصفت بأنها نتيجة مباشرة لتوجهات التقشف في عهد إدارة الرئيس الأمريكي دونالد ترمب، والتي شملت تقليص التمويل لمؤسسات إعلامية حكومية.
وقال الرئيس والمدير التنفيذي جيفري غدمين للشبكة، في بيان رسمي نشره موقع "الحرة" السبت، جاء فيه: "لم يُترك لنا أي خيار... وافق الكونغرس على تمويلنا في 14 مارس. لكن في اليوم التالي، تم تجميد هذا التمويل بشكل مفاجئ وغير قانوني من قبل ما يسمى بـ(وزارة الكفاءة الحكومية) وكاري ليك، المستشارة الخاصة للوكالة التي تشرف علينا".

## قراءات إضافية
- ديفيد تشامبرز: "تلفزيون بي بي سي العربي سيهز العالم العربي"، 10 مارس 2008 ميدل إيست تايمز.
- تاثام، ستيف (2006)، فقدان القلوب والعقول العربية: التحالف، الجزيرة والرأي العام المسلم، هيرست وشركاه (لندن)، يناير 1، 2006، ISBN 978-1-85065-811 - 5
- الحرة، ذا فري ون: تقييم تلفزيون الولايات المتحدة الفضائي في الشرق الأوسط نسخة محفوظة 3 مارس 2006 على موقع واي باك مشين.، مركز النزاعات المعاصرة، كلية الدراسات العليا البحرية، نوفمبر 2005.
- Alhurra on SourceWatch

## وصلات خارجية
- الموقع الرسمي